# Dicraeus wilburi
Dicraeus wilburi är en tvåvingeart som beskrevs av Curtis W. Sabrosky 1950. Dicraeus wilburi ingår i släktet Dicraeus och familjen fritflugor. Inga underarter finns listade i Catalogue of Life.